# Alexander Duff (Oficial del ejército británico)
Alexander Duff (1777-1851) fue un oficial del Ejército Británico que tuvo una destacada carrera a finales del siglo XVIII y comienzos del XIX.

## Biografía
Alexander Duff, de Delgaty Castle, Aberdeenshire, Escocia, nació en 1778. Era el segundo hijo de Alexander (1731-1811), tercer conde de Fife y de Mary Skene. Su hermano mayor, James (1776-1857), heredó el título y alcanzó el grado de general como voluntario en el ejército patriota español durante la Guerra de Independencia Española en su lucha contra los franceses.
En mayo de 1793 ingresó al Ejército Británico como insignia en el Regimiento N.º 66 de Infantería y sirvió en Gibraltar desde agosto de ese año hasta enero de 1794, cuando fue promovido a teniente en la compañía independiente del capitán Powers para ser rápidamente reasignado el mismo mes como capitán a una compañía del Regimiento N.º 88 de Infantería.
Fue promovido en marzo al grado de mayor y sirvió en Flandes hasta el regreso del ejército en 1795. En abril de 1798 fue ascendido a teniente coronel y fue destinado a las Indias Orientales (1798) y a Egipto, en la expedición al mando de Sir David Baird, donde luchó hasta la paz de 1802.
En 1806 fue destinado a Sudamérica participando de las desastrosas Invasiones Inglesas al Río de la Plata. En el curso de la segunda invasión, al mando del 88.º, integró la división comandada por William Lumley. Durante el ataque sobre la ciudad de Buenos Aires comandó la columna central. Su regimiento debía avanzar en dos columnas, una a su mando directo por la actual calle Perón y otra al mando del mayor Vandeleur por Sarmiento.
El fuego de los cantones situados en la calle Suipacha al mando de Balbiani, lo obligó a desviarse por esa calle hasta la Iglesia de San Miguel, en donde intentó entrar sin éxito debido al fuego del cantón ubicado frente al templo y a sus sólidas puertas, por lo que decidió continuar por Mitre hasta hacerse fuerte en unas casas. Duff recordaría que:

No bien alcanzamos la entrada de la iglesia de San Miguel, el enemigo comenzó un terrible fuego desde las casas opuestas. Habiendo perdido unos treinta hombres en esta entrada, y comprendiendo que era imposible forzar las puertas de la iglesia con las herramientas que me habían entregado, juzgué prudente desistir y penetrar más en la ciudad esperando encontrar una posición más ventajosa. Al abandonar la entrada de la iglesia fuimos castigados con un fuego continuado. Después penetré en la ciudad hasta que juzgué que me hallaba cerca de la fortaleza. Viendo que había perdido tanta gente en la calle, que los cuatro oficiales de granaderos estaban heridos, que el mayor, el ayudante y el cirujano auxiliar habían sido muertos, y que había perdido, entre muertos y heridos, de ochenta a cien soldados de mi débil columna, doblé a la izquierda y busqué refugio ocupando tres casas...
 Teniente coronel Alexander Duff

No obstante, los húsares de Martín Rodríguez atacaron fuertemente por los fondos de las casas que daban a la Iglesia de San Miguel por lo que Duff debió rendirse poco después del mediodía.
Duff había resuelto no llevar la bandera de su regimiento: "La poca confianza que yo tenía en el ataque me indujo a dejar mi bandera en el cuartel general, creyendo que yo podría hacerlo de acuerdo con el espíritu de la orden que recibiera".
Tras la capitulación británica, Duff regresó a Inglaterra. Sin verse involucrado más que como testigo en las investigaciones por el fracaso, el 25 de abril de 1808 fue promovido al grado de coronel y embarcado en el ejército destinado a España al mando del mayor general John Coape Sherbrooke. Sin embargo, al poco tiempo regresó y pasó a media paga para dedicarse a asuntos familiares. El 4 de junio de 1811 fue ascendido a mayor general.
En 1816 recibió como presente una espada entregada por los oficiales del Regimiento N.º  88 que habían servido bajo su mando con la siguiente inscripción:
Presentada al mayor general el Honorable Alexander Duff por los oficiales de Regimiento N.º  88 de la Infantería de su Majestad o Connaught Rangers, quienes sirvieron bajo su mando en varios sitios del globo, como un pequeño tributo al respeto que merecen sus talentos como soldado y la estima por sus virtudes como hombre.
En 1821 fue promovido a teniente general. Fue nombrado coronel honorario del 37 de infantería en 1831 y en 1833 fue nombrado caballero gran cruz de la Orden Real Güélfica, de Hannover). En 1834 fue hecho caballero por el rey William IV y en 1838 ascendido a general. 
En 1848 fue designado Lord teniente del condado de Elgin y teniente diputado del condado de Banffshire, Escocia.
Estaba casado con Anne Stein, la menor de las hijas de James Stein, esquire de Kilbagie, con quien tuvo dos hijos y dos hijas.
El mayor, James Duff sucedió a su tío como 5.º earl de Fife y fue luego honrado con el título Barón Skene. Casó en 1846 con Lady Agnes Georgiana Hay, hija de William Hay, 17.º earl de Errol. El menor, George Skene Duff, se desempeñó como agregado en la embajada británica en París y parlamentario por Elgin. Tanto él como sus hermanas Catharine y Louisa recibieron en 1857 de la reina el reconocimiento de hijos de un earl.
Murió el 21 de marzo de 1851 a los 73 años de edad en Percy Cross, Walhain Green, Middlesex, Inglaterra.
El cuerpo de Alexander Duff fue trasladado por el vapor HMS Lightning a Banffshire para su entierro en el panteón familiar.